# Molophilus velvetus
Molophilus velvetus là một loài ruồi trong họ Limoniidae. Chúng phân bố ở miền Cổ bắc.